# 1924 год в СССР

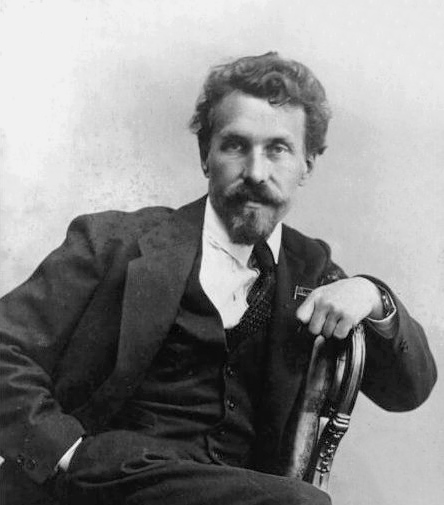
Председатель СНК СССР Алексей Рыков

## Январь

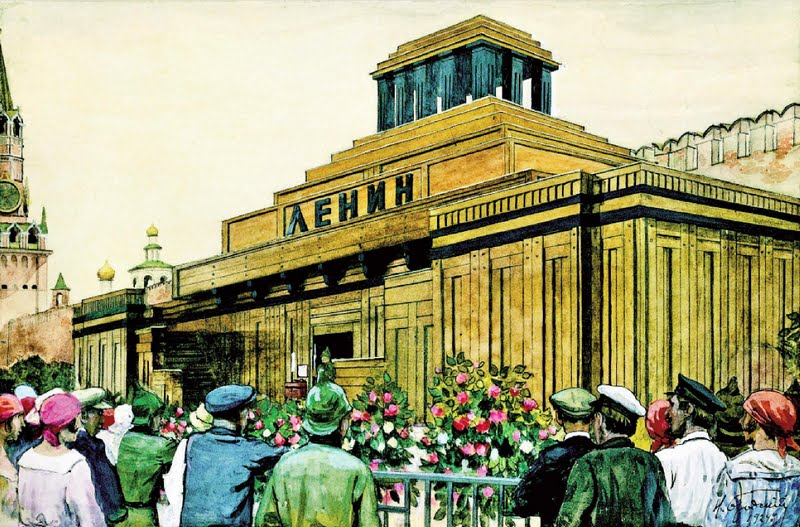
деревянный мавзолей,
рисунок Исаака Бродского

- 1 января — в Москве начат выпуск газеты «Красная звезда»
- 16-18 января — XIII конференция РКП(б)
- 19 января — басмачи осадили Хиву.
- 21 января — скончался «вождь мирового пролетариата» и главный идеолог большевиков, Председатель Совета народных комиссаров СССР Владимир Ильич Ленин. Пост председателя СНК, после смерти В.И. Ленина, занимает Алексей Рыков.
- 26 января
  - Петроград переименован в Ленинград
  - в Москве открылся Второй съезд Советов СССР
- 27 января — В. И. Ленин захоронен в Мавзолее, на Красной Площади
- 29 января — в Москве открылся трёхдневный пленум ЦК РКП(б), который принял решение о Ленинском призыве в партию
- 30 января — вечером возобновил работу Второй съезд Советов СССР, прервавший свою работу 27 января в связи с похоронами В. И. Ленина
- 31 января — II съезд Советов СССР утвердил первую Конституцию СССР

суд над басмачами

## Февраль
- 1 февраля — Великобритания признала СССР.
- 2 февраля — новым Председателем Совета Народных Комиссаров СССР назначен Алексей Иванович Рыков
- 5 февраля — в связи с волной стихийных переименований Президиум ЦИК СССР принял постановление «О воспрещении переименований именем В. И. Ульянова-Ленина без предварительного разрешения Президиума ЦИК СССР»
- 7 февраля — итальянское правительство Бенито Муссолини признало СССР
- 9 февраля — образована Нахичеванская АССР в составе Азербайджанской ССР
- 13 февраля — образована Юго-Восточная область, будущий Северокавказский край
- 15 февраля — начался Ленинский призыв в РКП(б)
- 25 февраля — пленум ЦК Бухарской коммунистической партии одобрил инициативу о национальном размежевании в Средней Азии
- 29 февраля — окончательно установлены дипломатические отношения между Австрией и СССР

## Март
- 3 марта — Исполнительное бюро ЦК Компартии Хорезма одобрило инициативу о национальном размежевании в Средней Азии
- 10 марта — ЦК Компартии Туркестана одобрил инициативу о национальном размежевании в Средней Азии
- в марте 1924 года в Вене состоялось открытие конференции Румынии и СССР по вопросу о Бессарабии; 2 апреля румынская делегация отклонила советское предложение о проведении плебисцита в Бессарабии и прервала дальнейшие переговоры с СССР.

## Май

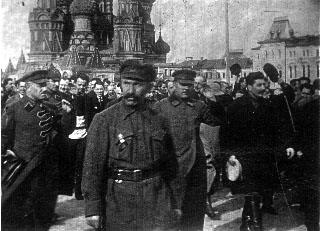
делегаты съезда

- 1 мая — с завода «Красный путиловец» в Ленинграде выпущен первый трактор советского производства
- 23-31 мая — XIII съезд РКП(б)
- 29 мая — опубликовано воззвание патриарха Тихона, в котором он рекомендовал включить в состав епархиальных советов состоявших в группе православного белого духовенства и мирян «Живая Церковь».
- 31 мая — подписано Соглашение об общих принципах для урегулирования вопросов между СССР и Китаем: между странами установлены дипломатические отношения. Китайско-Восточная железная дорога признана совместным советско-китайским коммерческим предприятием.

## Июнь
- 12 июня — Политбюро ЦК РКП(б) приняло постановление О национальном размежевании республик Средней Азии
- 28 июня — Албания установила дипломатические отношения с СССР

## Июль
- 8 июля — в Москве открылся III Конгресс Профинтерна; закончился 22 июля

## Август
- 1 августа — учреждён единый общесоюзный Орден Красного Знамени.
- 28 августа — начало августовского восстания; в Чиатурах (Грузия) было сформировано «Временное грузинское правительство» во главе с князем Георгием Церетели

## Сентябрь
- 3 сентября — грузинские повстанцы захватили город Душет
- 4 сентября
  - Красная армия заняла Душет
  - В Мцхете арестовано руководство независимой Грузии
  - окончание августовского восстания
- 16 сентября — чрезвычайная сессия ЦИК Туркестанской АССР одобрила план национально-государственного размежевания в Средней Азии
- 19 сентября — 5-й Всебухарский курултай Советов переименовал Бухарскую Народную Советскую Республику в Бухарскую Социалистическую Советскую Республику.
- 20 сентября — 5-й Всебухарский курултай Советов одобрил план национально-государственного размежевания в Средней Азии
- 23 сентября — в Ленинграде произошло сильное наводнение, вода в Неве поднялась до отметки 380 см выше ординара

## Октябрь
- 12 октября — создана Молдавская Автономная Советская Социалистическая Республика со столицей в городе Балта
- 14 октября — 2-я сессия ВЦИК приняла решение о реорганизации Туркестанской АССР на отдельные автономии. Образованы Таджикская Автономная Советская Социалистическая Республика (Таджикская АССР) и Кара-Киргизская автономная область
- 17 октября — Юго-Восточная область переименована в Северокавказский край
- 27 октября
  - созданы Узбекская Советская Социалистическая Республика и Туркменская Советская Социалистическая Республика. Прекратили своё существование Туркестанская АССР РСФСР, Бухарская Социалистическая Советская Республика и Хорезмская Социалистическая Советская Республика
  - 2-я сессия ВЦИК СССР утвердила национальное размежевание в Средней Азии
- 28 октября — установление дипотношений между СССР и Францией
- 29 октября — 5-й Хорезмский курултай Советов одобрил план национально-территориального размежевания в Средней Азии
- 30 октября — официально расформирована Русская эскадра после признания правительством Франции Советского правительства.

## Ноябрь

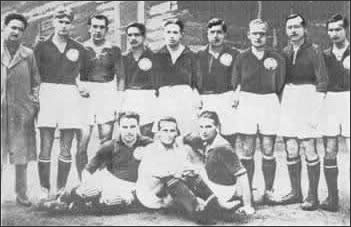
Сборная СССР 1924 года

- 1 ноября — собран первый советский грузовой автомобиль
- 7 ноября — в демонстрации на Красной площади в Москве приняли участие 10 первых изготовленных в СССР грузовых автомобилей АМО-Ф-15
- 14 ноября — Екатеринбург переименован в Свердловск
- 16 ноября — первый футбольный матч сборной СССР: советская сборная в Москве разгромила турецкую со счётом 3:0

## Декабрь
- 19 декабря — Автономная область немцев Поволжья декретом ВЦИК преобразована в Автономную Советскую Социалистическую Республику немцев Поволжья.